# Жизнь богемы (фильм, 1945)
«Жизнь богемы» — французский драматический фильм 1945 года режиссёра Марселя Л’Эрбье, по мотивам романа Анри Мюрже «Сцены из жизни богемы» (1851), в фильме звучит музыка из оперы, поставленной по роману Джакомо Пуччини «Богема».
Фильм был снят осенью 1942 годов на киностудии в Ницце (тогда находившейся под итальянской оккупацией), и был выпущен только в январе 1945 года.

## Сюжет
1848 год. Франция, Париж. Весна. Молодой художник Рудольф, со своими такими же молодыми приятелями разделяет праздность, весёлость, смех и танцы богемной жизни. Рудольф встречается с Мими, белошвейкой, соблазняет её и предлагает жить вместе.
Лето приносит июньское восстание — революцию 1848 года. В тревожные дни молодые люди беззаботно прогуливаются в Люксембургскому саду и встречают кукловода, который машет своими куклами и говорит Мими, что она такая же кукла, которую дёргают за ниточки…
Осень. Картины Рудольфа никто не покупает, у его приятелей дела не лучше. Между Мими и Рудольфом ссоры. Мими не хочет быть обузой и уходит, устраивается работать прачкой.
Зима. Революция проиграла, всё возвращается на свои места, дела Рудольфа и его приятелей наладились, и богемная праздная жизнь продолжается.
Под Рождество заболевшая туберкулёзом Мими на последнем издыхании приходит к Рудольфу, чтобы попрощаться — она всё ещё его любит. Соблазнённая богемным художником, а затем в трудное время им брошенная, она умирает от горя и страданий… в момент агонии она вспоминает фразу кукловода.

## В ролях
- Мария Денис — Мими
- Луи Журдан — Рудольф
- Жизель Паскаль — Мюзетта
- Альфред Адам — Александр Шонар
- Луи Салу — Коллин
- Анри Руссин — Марсело
- Жан Паредес — виконт
- Сюзи Делер — Феми
- Жан д’Ид — продавец игрушек
- Ролан Тутен — эпизод